# Варшавский музей современного искусства
Варшавский музей современного искусства (пол. Muzeum Sztuki Nowoczesnej w Warszawie) — национальный музей современного искусства в столице Польши, городе Варшава. Создан 29 апреля 2005 года. Строительство здание площадью около 30 000 квадратных метров было завершено в 2012—2016 годах — по проекту швейцарского архитектора Кристиана Кереза (род. 1962).